# Harlem River

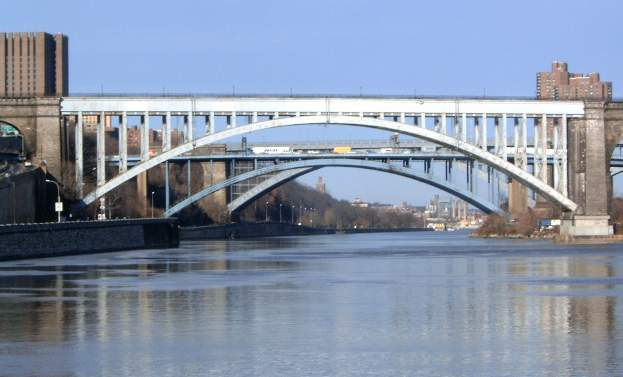
Drei der Brücken, die den Harlem River überspannen: die High Bridge, die Alexander Hamilton Bridge und die Washington Bridge, Washington-Heights (Manhattan) liegt auf der linken und die Bronx auf der rechten Seite

Der Harlem River ist ein Meeresarm in New York City, USA, der sich bei einer durchschnittlichen Breite von 120 Metern über 13 Kilometer zwischen dem East River und dem Hudson River erstreckt. Trotz des Namens ist der Harlem River kein Fluss.

## Verlauf
Der Meeresarm Harlem River trennt die Insel Manhattan mit dem gleichnamigen Stadtviertel Harlem von der Bronx, dem einzigen auf dem amerikanischen Festland liegenden Borough New Yorks. Ein Teil des heutigen Verlaufs des Meeresarms sind der Harlem River Ship Canal und der Spuyten Duyvil Creek, die südlich des ehemaligen Wasserbetts verlaufen, mit der Folge, dass Marble Hill, ehemals ein Stück der Insel Manhattan, heute auf der nördlichen Seite des Meeresarms liegt.
Die Ufer des Harlem River sind teilweise als Freizeitflächen und kleine Parks gestaltet, die Wasserfläche gibt dem ansonsten wenig abwechselungsreichen Stadtteil einen eigenen Reiz. Der Ruderverein der Columbia University übt regelmäßig auf dem Harlem River sowie auf dem Hudson und benutzt ein Dock in der Nähe der 218th Street, zwischen dem Harlem River und dem Spuyten Duyvil Creek, welcher den Harlem River mit dem Hudson River verbindet.

## Brücken und Tunnel über bzw. unter den Harlem River
Fünfzehn Brücken überspannen den Harlem River. Vier Tunnel unterqueren den Meeresarm. Eine detaillierte Darstellung findet man im Artikel Brücken und Tunnel im New Yorker Hafen.
- Wards Island Bridge, auch: 103rd Street Footbridge (1951)
- Harlem River lift bridge als separater Teil der Robert F. Kennedy Memorial Bridge, bis November 2008: Triborough Bridge (1936)
- Willis Avenue Bridge (1901)
- Third Avenue Bridge (1898)
- Park Avenue Bridge (Metro-North-Eisenbahn) (1956)
- Madison Avenue Bridge (1910)
- 145th Street Bridge (1905)
- Macombs Dam Bridge (1895)
- High Bridge, früher: Aqueduct Bridge (1848), lange für jeglichen Verkehr gesperrt und seit 2015 eine Radfahrer- und Fußgängerbrücke
- Alexander Hamilton Bridge (1963), Teil der Interstate-95-Autobahn
- Washington Bridge (1888)
- University Heights Bridge (1908)
- Broadway Bridge, auch: Harlem Ship Canal Bridge (US 9 mit Unterbahn Nr. 1–9 nach oben) (1962)
- Henry Hudson Bridge (Henry Hudson Parkway/Route 9A) (1936)
- Sputyen Duyvil Bridge (Amtrak’s Empire Corridor) (1900)

## Bildergalerie

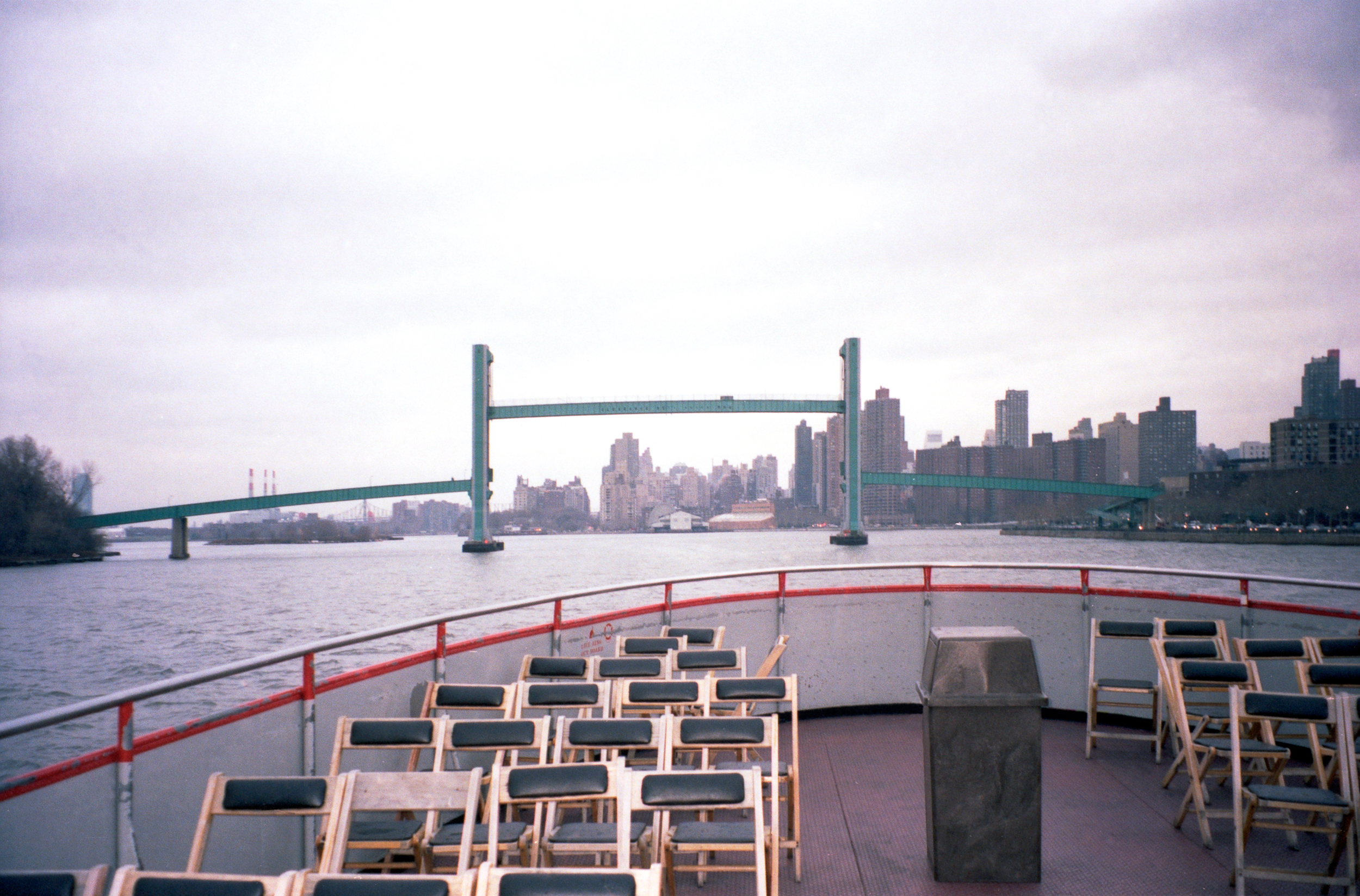
Wards Island Bridge, gesehen von Nordost
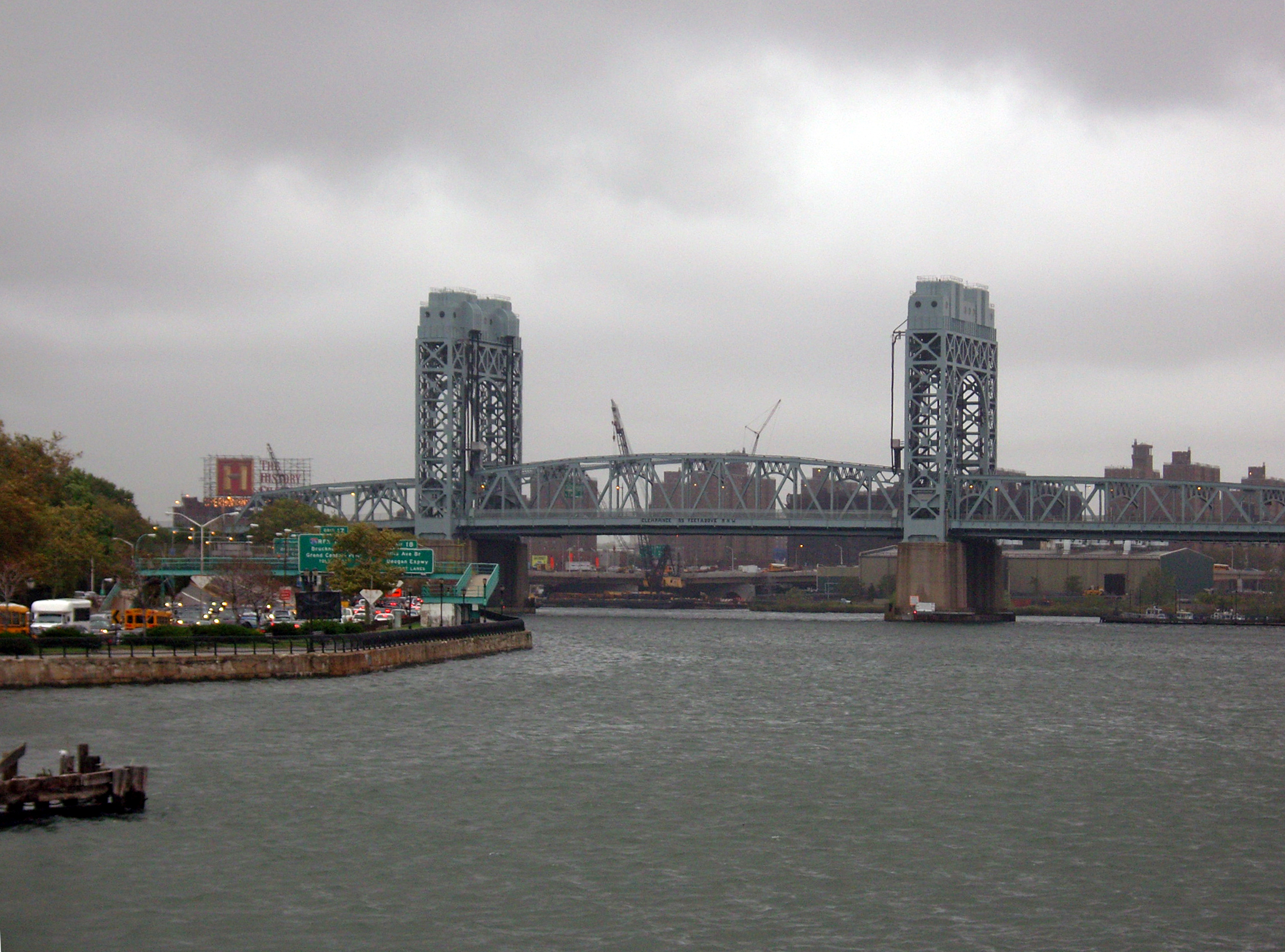
Harlem River Lift Bridge (Teil der Robert F. Kennedy Bridge)
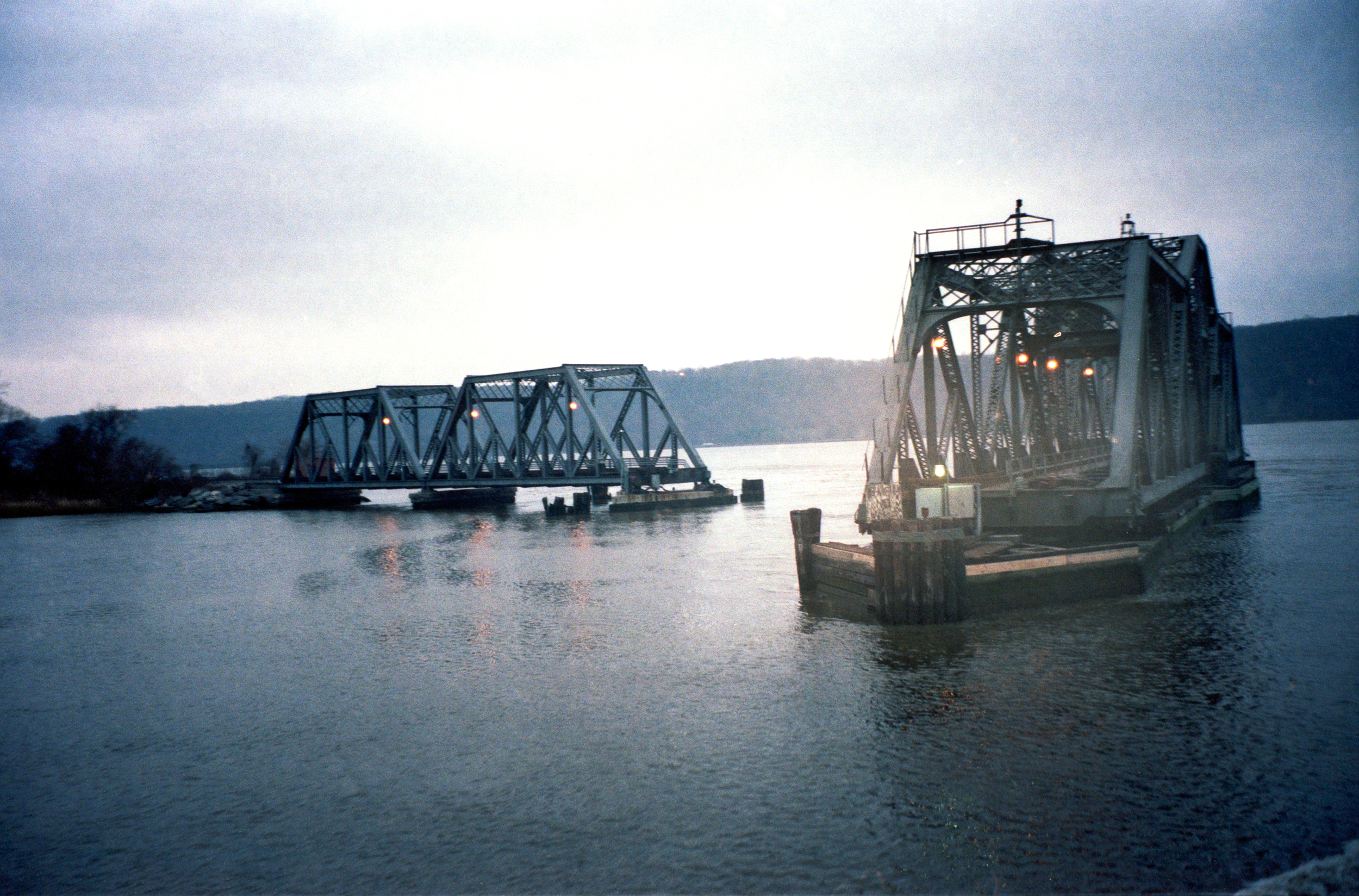
Spuyten Duyvil Swing Bridge am Zulauf vom Spuyten Duyvil Creek in den Hudson River
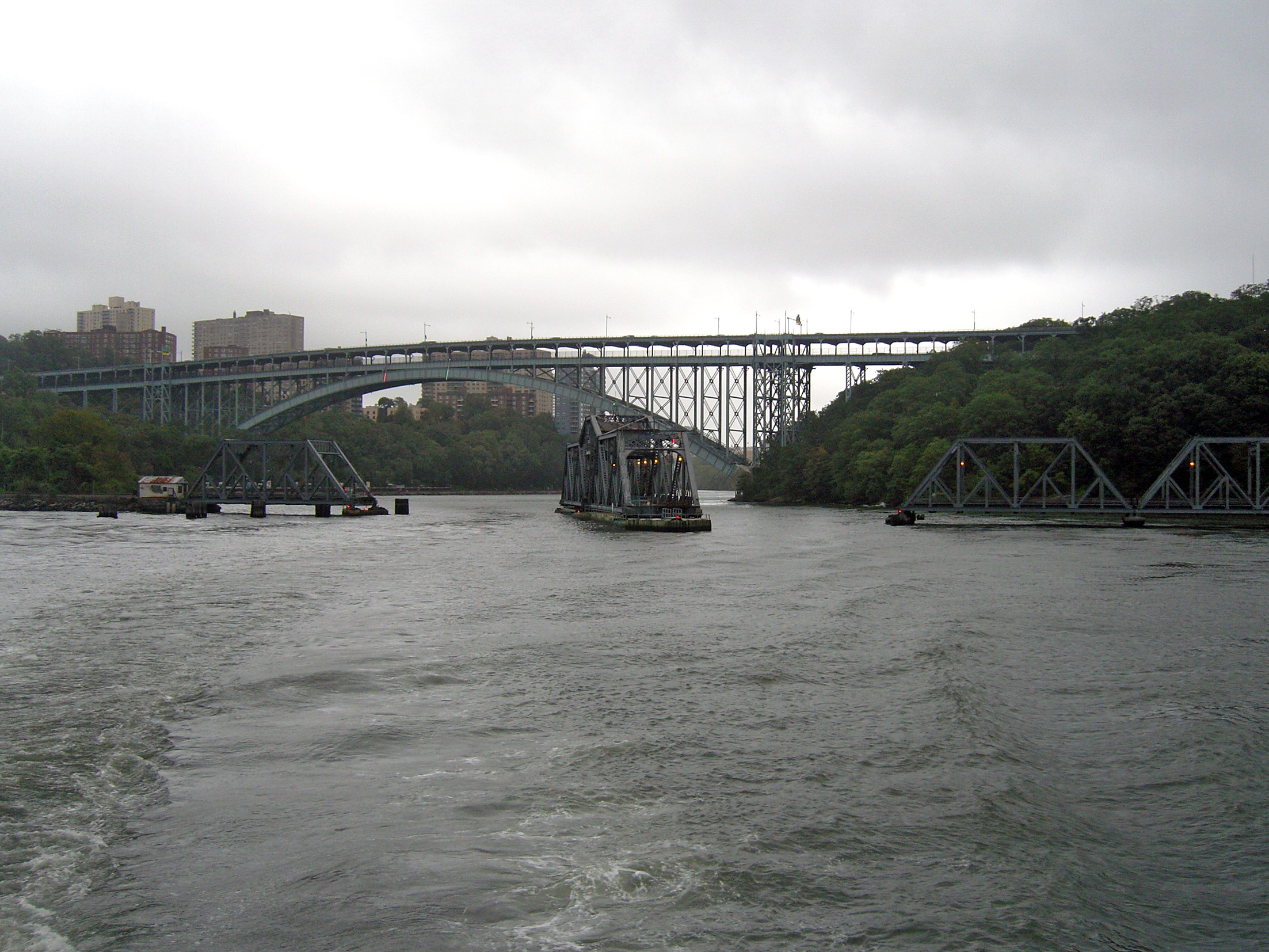
Spuyten Duyvil Swing Bridge sowie Henry Hudson Bridge, vom Hudson River aus gesehen (September 2010)